# Bryum nanoapiculatum
Bryum nanoapiculatum är en bladmossart som beskrevs av Harumi Ochi och Harald Kürschner 1988. Bryum nanoapiculatum ingår i släktet bryummossor, och familjen Bryaceae. Inga underarter finns listade i Catalogue of Life.